# Jagd in der DDR

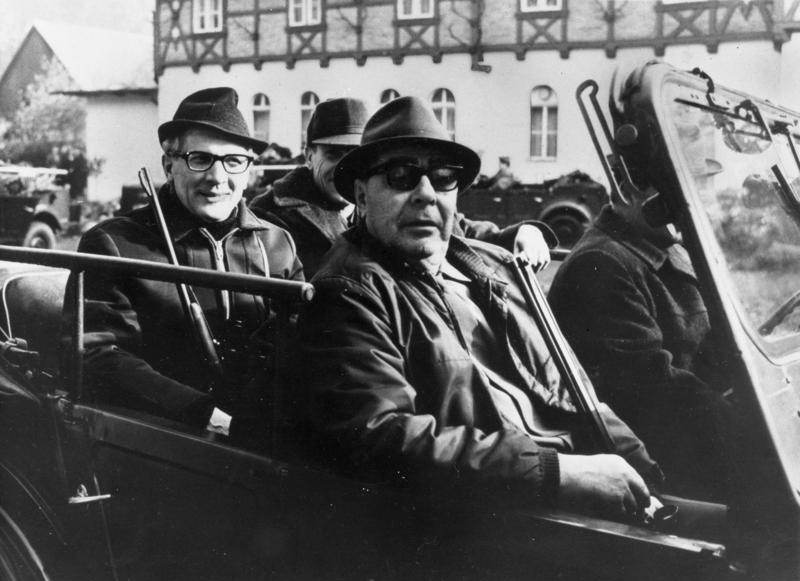
Erich Honecker und Leonid Breschnew auf einem Jagdausflug, DDR (1971)

Die Jagd in der DDR, seitens der SED unter der Bezeichnung Volksjagd propagiert, war dem 1953 verkündeten „Gesetz zur Regelung des Jagdwesens“ unterworfen, das die Bewirtschaftung des Wildes und das subjektive Jagdrecht in die Hände des Staats legte.

## Jagdrecht und Jagdpraxis

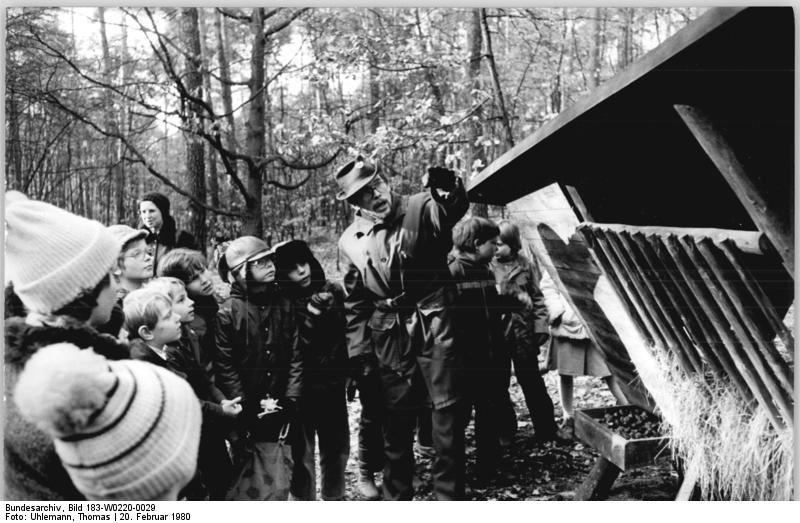
Wildfütterung im Forstwirtschaftsbetrieb Berlin, DDR (1980)

Die Jagd in der DDR und der Bundesrepublik Deutschland unterschied sich vor allem hinsichtlich des gesetzlichen Regelungssystems. Der Bindung des Rechts zu Jagen an das Grundeigentum  in der Bundesrepublik (Revierjagdsystem) stand in der DDR das Volksjagdrecht gegenüber. Jagdflächen wurden vom Staat zur Verfügung gestellt. Das 1953 veröffentlichte Jagdgesetz der DDR wurde mit den Worten „die Jagd gehört dem Volke“ kommentiert. Die heute noch bestehende einzige Jagdzeitschrift der DDR trug den programmatischen Titel Unsere Jagd. Aufgrund der Angst, dass eine Volksbewaffnung die Alleinherrschaft der SED bedrohen könnte, wurden dem Waffenbesitz von Jägern enge Grenzen gesetzt. Büchsen wurden nur zeitweise eng begrenzt den in Jagdgenossenschaften organisierten Jägern zur Verfügung gestellt und waren im Gegensatz zu Flinten kaum zugänglich. Daher musste Schalenwild mit Flintenlaufgeschossen erlegt werden. Eine Bürgerjagd im Sinne einer breiten Anteilnahme von Bürgern am Jagdwesen kam nicht auf. In der DDR-Presse wurde ein starker Gegensatz der Volksjagd zur „Bonzenjagd“ in der Bundesrepublik als Folge des Kapitalismus propagiert. In den DDR-Jagdgesellschaften selbst herrschten nach Interviewaussagen ehemaliger DDR-Jäger weitgehend egalitäre Verhältnisse.

## Staatsjagd
Die SED-Führung sicherte sich Sonderrechte bei der Ausübung der Jagd in eigens ausgewiesenen Gebieten, die als Staatsjagd-, Diplomatenjagd- und so genannte Wildforschungsgebiete ausgewiesen wurden. Diese standen nur exklusiven Personengruppen wie hochrangigen Militärs und Mitarbeitern der Staatssicherheit zur Verfügung. Sie richtete unter anderem Diplomatenjagden und aufwändige Jagdveranstaltungen mit Industriedelegationen etwa in der Schorfheide aus. Sowjetische Jagdgebiete, die von den in der DDR stationierten russischen Soldaten bejagt wurden, machten allein knapp acht Prozent der gesamten jagdbaren Fläche in der DDR aus. Die Arbeitsweise in den Staats- und Diplomatenjagdgebieten und deren aufwändiger Infrastruktur, wie eigenen Straßen, exklusiv ausgestatteten Jagdhäusern und Fuhrparks, war speziell auf die hochrangigen Gäste und jagdlichen Dauernutzer sowie Trophäenjagden mit großen Strecken in kurzer Zeit ausgerichtet.

### Exkurs
Staatsjagden waren keineswegs eine Besonderheit der DDR. Besondere Jagdgebiete für die Nomenklatura waren bereits in der Sowjetunion Lenins ausgewiesen worden. Der rumänische Diktator Ceausescu war unter anderem als Trophäenjäger vom Internationalen Rat zur Erhaltung des Wildes und der Jagd (CIC) geehrt worden, auch der jugoslawische Machthaber Tito war passionierter Jäger, dem im Alter das Wild direkt vor die Flinte getrieben werden musste.
Auch nutzten prominente Jäger aus dem Westen die östlichen Wildreservate, so der langjährige bayerische Ministerpräsident und CSU-Vorsitzende Franz Josef Strauß, der seine Jagdaufenthalte mit informellen Staatsbesuchen verband. In Ungarn waren die großen staatlichen Reviere bereits lange vor der Wende für bezahlende Jäger aus dem „Westen“ geöffnet worden und dienten so als Deviseneinnahmequelle.
Mit dem Machtwechsel von Walter Ulbricht auf Erich Honecker kam es zu einer weiteren Popularisierung der Jagd im Politbüro. Unmittelbar nach seinem Amtsantritt richtete Honecker die Inspektion Staatsjagd ein, eine Arbeitsgruppe, die zentral Bauvorhaben und Einweisungen der Jagdgäste in den Staatsjagd- und Diplomatenjagdgebieten vornahm. Das Jagdhaus Hubertusstock wurde Schauplatz von Besuchen führender westlicher Wirtschaftskräfte, wie unter anderem Berthold Beitz. Honeckers Jagdpassion stand in Aufwand und Ausübung der Jagd in einer systemübergreifenden Tradition.

## Brauchtum
Das – in manchen Aspekten – durchaus feudal anmutende Jagd- und Forstwesen in der DDR bewahrte eine ganze Reihe von jagdlichen Traditionen einschließlich spezifischer Uniformen und Musik. Auf die anfangs verpönten weidmännischen Rituale wurde zunächst aus rein praktischen Gründen (etwa beim Signalwesen) nicht verzichtet. 1976 wurden die Redakteure von Unsere Jagd dazu angehalten, „die weidmännischen Sitten und Gebräuche in die sozialistische Jagdkultur einzubetten“. Damit wurde Bräuchen ein sozialistischer Anstrich verliehen, schlicht indem Lehrbücher, Artikel und Aufsätze aufhörten, die Ursprünge der tradierten Handlungen zu thematisieren. Stattdessen wurden jagdliche Traditionen wie das Schüsseltreiben mit dem „erzieherischen Wert, der vor allem der Festigung des Kollektivs dienen [soll]“ begründet und neue weidmännische Sitten eingeführt, die „konsequent der Ideologie des Marxismus-Leninismus“ unterworfen waren. Dazu gehörten unter anderem Wettbewerbe zur erhöhten Sicherheit im Jagdwesen.
Neben den staatlichen hatten auch die durchaus bedeutenden kirchlichen Forstbetriebe der DDR eigene Trachten und Abzeichen. Ebenso wurde etwa der Titel Forstmeister an verdiente Bläsergruppenleiter verliehen, auch wenn sie nicht forstlich tätig waren.

## Folgen

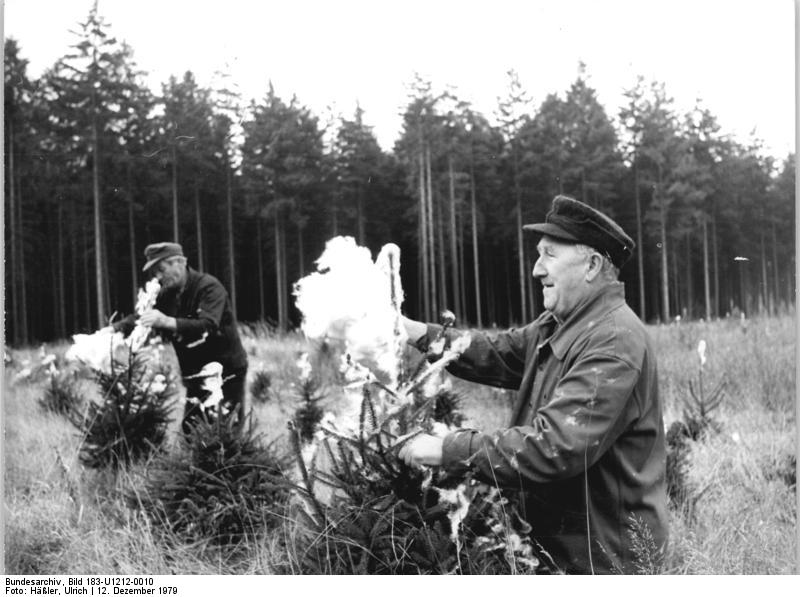
Verbissschutz mit Glaswolle durch Arbeiter des Forstwirtschaftsbetriebes Dresden, DDR (1979)

Der gesetzlich manifestierte Zwiespalt im Jagdwesen der DDR führte letztlich zu einer Teilung in ein öffentliches und ein geheimes (Sonder-)Jagdwesen. Das geschossene Wild musste zudem als Eigentum des Volkes bei der staatlichen Wildannahmestelle abgeliefert werden. Das ausgeprägte handwerkliche Kürschnerwesen der DDR nutzte die angefallenen Felle und Pelze. „Staatsbürgerkunde“ war Pflichtfach für angehende Jäger und nahm mehr Raum ein als der Umgang mit Jagdwaffen. 1957 wurde in der Hauptverwaltung der Deutschen Volkspolizei entschieden, dass bewusst nur eine ungenügende Anzahl an Gewehren für die Jäger zur Verfügung stehen sollte. Das erst Ende der fünfziger Jahre wiederbelebte Institut für Wildforschung der DDR war nach offizieller Diktion auf eine Steigerung des Wildbestands zur Erhöhung der Fleischversorgung der Bevölkerung ausgerichtet.
Die exportorientierte Jagdwaffenherstellung der DDR konzentrierte sich in Suhl mit dem Fahrzeug- und Jagdwaffenwerk „Ernst Thälmann“ und der Büchsenmacherhandwerksgenossenschaft (BüHaG). Private Jagdwaffen wurden jährlich DDR-weit offiziell nur etwa 100 Stück vergeben, die an im sozialistischen Sinne besonders verdiente Waidmänner gingen.
Eine direkte Folge der auf Trophäen und große Jagdstrecken ausgerichteten Jagdpraxis in der DDR waren ein deutlich überhöhter Wildbestand und millionenschwere Wildschäden in der Land- und Forstwirtschaft.